# Малая Лесья
Малая Лесья (устар. Малая Лесь-Я) — река в России, протекает по территории Советского района и города Югорска Ханты-Мансийского автономного округа. Длина реки составляет 12 км.
Начинается в сосновом лесу, течёт в юго-восточном направлении. В низовьях пересекается железной дорогой Ивдель—Приобье. Устье реки находится по правому берегу реки Эсс.

## Данные водного реестра
По данным государственного водного реестра России относится к Иртышскому бассейновому округу, водохозяйственный участок реки — Конда, речной подбассейн реки — Конда. Речной бассейн реки — Иртыш.
Код объекта в государственном водном реестре — 14010600112115300015811.